# 達里奧·維多西奇
達里奥·維多西奇（Dario Vidošić，1987年4月8日—）是澳大利亞的一位職業足球員。在場上司職攻擊型攻擊型中場。他現在效力於澳職墨爾本城。他也代表澳大利亞國家足球隊參加比賽。他出生在克羅地亞，父母也都是移民到澳大利亞的克羅地亞人。他首次代表澳大利亞國家隊參加比賽是在2009年6月17日，之後參加了2010年和2014年世界杯的比賽。

## 外部連結
- OzFootball profile （页面存档备份，存于）